# Chiesa di San Michele Arcangelo (Sambuca Pistoiese)
La chiesa di San Michele Arcangelo è un edificio religioso situato a Treppio, nel comune di Sambuca Pistoiese, in Toscana.

## Storia
Dipendente dalla badia di Fontana Taona, nel 1220 si trova citata in un documento come semplice cappella, ma già nel 1366 risulta essere una vera e propria chiesa. Ampliata a più riprese, presenta oggi caratteri architettonici sei-settecenteschi. Gran parte del suo notevole arredo di argenti è conservata ed esposta presso il Museo Diocesano di Pistoia.

## Descrizione

### Arte e architettura
Prima di arrivare alla forma attuale si sono succeduti vari interventi di costruzione e ristrutturazione a partire dal XIII secolo. La sua forma attuale risale alla fine del Settecento, quando fu costruita la facciata in pietra serena scandita da cornici e lesene, caratterizzata da un portale arcuato, delimitato da due colonne e incassato nella massa muraria. Le linee morbide e sobrie del prospetto rispecchiano il profilo del monte di Torri, il monte Lavacchio (1096 m), visibile alla sua destra verso sud. Proprio sopra si chi entra vi è un balcone interno nel quale è incassata la struttura lignea con un maestoso organo risalente al Settecento rifatto nel 1794 da Pietro Agati, illustre organaro pistoiese. Su questo strumento ristrutturato negli anni ottanta, si esibiscono annualmente in concerto artisti organisti provenienti da tutto il mondo.
Le tre navate della chiesa luminosa, che si rifà internamente a canoni rinascimentali toscani, convergono su altrettanti altari seicenteschi di pietra serena: su quello della navata centrale figura un quadro di buona fattura raffigurante il santo titolare, copia di un celebre dipinto del bolognese Guido Reni, alla cui scuola anche questo dipinto è attribuibile. A fianco della chiesa merita attenzione anche il grande edificio della canonica, frutto di rifacimenti settecenteschi, seguiti ad un incendio che distrusse anche gli archivi parrocchiali, nel 1642: il suo impianto planimetrico, articolato intorno ad una vasta sala centrale affacciata a sud, è tipico di altre importanti case, non solo di Treppio.

### Organo a canne
La cantoria e la cassa risalgono al 1739, come appare dal cartiglio ligneo appeso al poggiolo della cantoria. Lo strumento è però più recente: fu costruito dall'organaro pistoiese Pietro Agati nel 1794 utilizzando anche parte del materiale fonico di uno strumento preesistente. Presenta un prospetto diviso in cinque campate, d'impronta tipicamente rinascimentale, nonostante la ricca cassa in legno di gattice, scolpita a larghe volute e tralci, sia chiaramente ispirata agli schemi stilistici del tardo Barocco che, soprattutto nei piccoli centri ebbe vita più lunga rispetto alle grandi città. La particolarità del prospetto è costituita dalla disposizione ai lati estremi delle due canne maggiori. Lo strumento è stato restaurato nel 1981 dal Gabinetto restauro organi antichi di Firenze, diretto da Pier Paolo Donati.